# Música tradicional do Japão

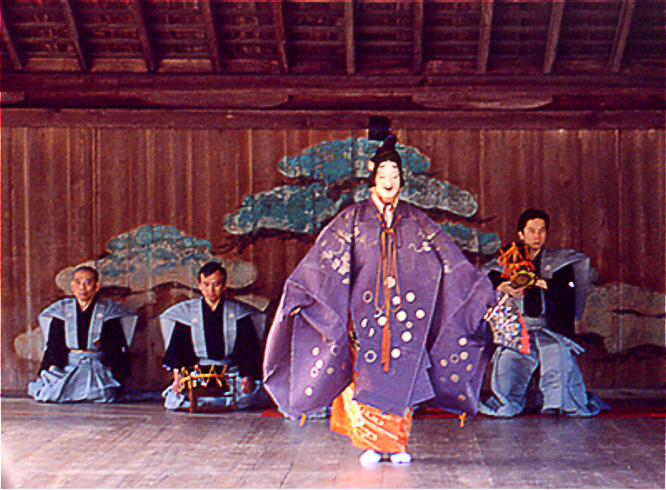
Noh (Nogaku).

A música tradicional do Japão é o resultado dos vários movimentos e escolas musicais que compõe a música japonesa.

## Tipos
- Kabuki
- Noh (Nogaku)
- Gagaku
- Shomyo
- Jyoruri
- Nagauta
- Shakuhachi (música)
- Soukyoku
- Enka

## Eventos culturais tradicionais
- Kabuki
- Nō
- Gagaku
- Matsuri
  - Jidai Matsuri
  - Aoi Matsuri
  - Gion Matsuri
  - Hōnen Matsuri
  - Danjiri Matsuri
  - Kishiwada Danjiri Matsuri
- Geisha
- Maiko

## Instrumentos musicais tradicionais

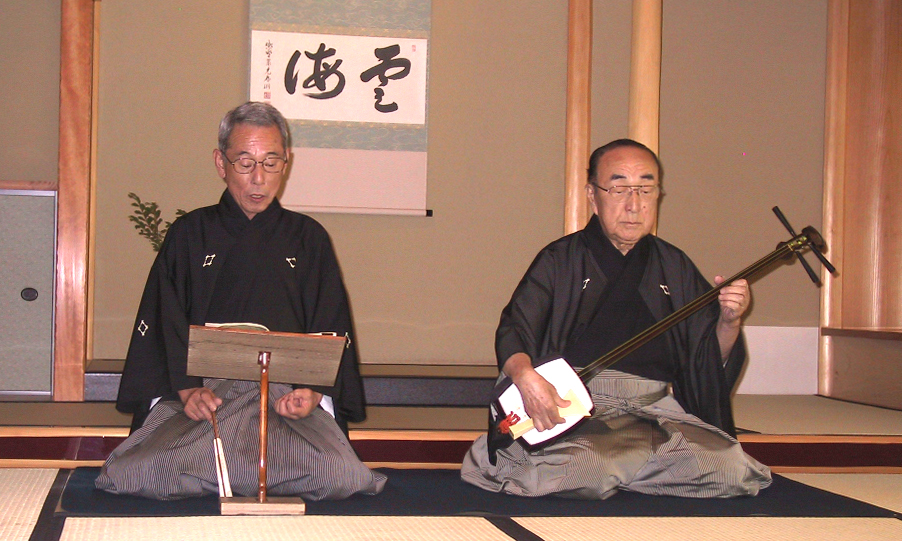
Shamisen.

- Biwa (琵琶)
- Koto (琴)
- Ichigenkin (一絃琴)
- Shamisen (三味線)
- Sanshin (三線)
- Wagon (和琴)
- Kokyu (胡弓)
- Hocchiku (法竹)
- Nohkan (能管)
- Ryuteki (龍笛)
- Shakuhachi (尺八)
- Shinobue (篠笛)
- Hichiriki (篳篥)
- Sho (笙)
- U (竽)
- Horagai (法螺貝)
- Kakko (鞨鼓)
- Taiko (太鼓)
- Otsuzumi (大鼓)
- Kotsuzumi (小鼓)
- Tsuzumi (鼓)
- Shime-Daiko (締太鼓)
- Hyoushigi (拍子木)
- Mokugyo (木魚)
- Shoko (鉦鼓)

## Artistas
- Yoshida Brothers
- Kevin Kmetz
- Colé